# Улица Пюхавайму
Улица Пю́хавайму (эст. Pühavaimu tänav — Святого Духа) — улица в историческом районе Старый город Таллина, столицы Эстонии. Пролегает от улицы Пикк к улице Вене. Протяжённость — 184 метра.

## История
Часть древней дороги с Вышгорода в порт, находившийся до середины XIV века северо-восточнее нынешнего.
Уличная сеть Старого города сложилась в XIII—XIV веках. Старые названия улицы приводятся в грамотах на латинском и нижненемецком языках. В письменном источнике 1364 года улица упоминается как retro ecclesiam sancti Spiritus, 1405 года — hilgen gheestes strate. 
В Российской империи улица назвалась Стародуховская ул., в советские времена (1948—1987) — улица Сяде (эст. Säde tänav, букв. ул. Искровая).
Современное название получила по расположенной в начале улицы церкви церкви Пюхавайму (церкви Святого Духа). Официально название улицы было утверждено исполкомом Таллинского городского Совета народных депутатов 2 июля 1987 года.
Церковь Пюхавайму заложена вместе с богадельней, по всей вероятности, в первой половине XIII века; служила также капеллой магистрата.

## Застройка
- д. 1 — трёхэтажное жилое здание с коммерческими площадями на первом этаже, построено в 1876 году, архитектор Николай Тамм-старший. Фасады и исторические интерьеры здания являются памятником архитектуры[5]. В здании работает кафе «Майасмокк» (эст. Maiasmoka kohvik)[6].
- д. 2 — Церковь Святого Духа (церковь Пюхавайму)
- д. 6 — Институт теологии
- д. 13, д. 15 — бывшие средневековые амбары, памятник архитектуры 14—20 столетий[7]

|                                        |  |  |  |
| Улица Пюхавайму, памятники архитектуры |  |  |  |